# 曹修古
曹修古（?—?），字述之，建州建安(今福建建瓯)人。
真宗大中祥符元年进士。累官侍御史。曹修古與殿中侍御史郭劝、杨偕，推直官段少连，遇事弹劾无所阿避，当时号称“四御史”，因上言外戚劉從德死後恩典太重，“姻戚、門人、廝役拜官者數十人”，觸怒主政的刘太后，被贬官。

## 延伸阅读
[在维基数据编辑]
 《宋史·卷297》，出自脱脱《宋史》